# Leichtathletik-Halleneuropameisterschaften 2021/Teilnehmer (Malta)
| Gelbes Symbol für Goldmedaillen mit stilisierten Olympischen Ringen | Graues Symbol für Silbermedaillen mit stilisierten Olympischen Ringen | Braundes Symbol für Bronzemedaillen mit stilisierten Olympischen Ringen |
| ------------------------------------------------------------------- | --------------------------------------------------------------------- | ----------------------------------------------------------------------- |
| —                                                                   | —                                                                     | —                                                                       |

Aus Malta startete eine Athletin bei den Leichtathletik-Halleneuropameisterschaften 2021 in Toruń.

## Ergebnisse

### Frauen

#### Sprung/Wurf
| Athletin         | Disziplin  | Qualifikation | Qualifikation | Finale             | Finale             |
| Athletin         | Disziplin  | Weite         | Platz         | Weite              | Platz              |
| ---------------- | ---------- | ------------- | ------------- | ------------------ | ------------------ |
| Claire Azzopardi | Weitsprung | 5,51 m PB     | 17            | nicht qualifiziert | nicht qualifiziert |